# The Daughter of Rosie O'Grady
The Daughter of Rosie O'Grady is een Amerikaanse muziekfilm uit 1950 onder regie van David Butler.
De film gaat over een aantal dochters van Rosie O'Grady die bij hun Ierse vader wonen. Wanneer hij niet dronken is, behoedt hij zijn dochters er van om te gaan met mannen. Hij heeft sinds het overlijden van zijn vrouw een hekel aan het theater. Dit verwikkelt de situatie voor de oudste dochter Patricia, die toneel wil spelen. Tijdens een auditie wordt ze verliefd op Tony.

## Rolverdeling
| Acteur           | Personage        |
| ---------------- | ---------------- |
| June Haver       | Patricia O'Grady |
| Gordon MacRae    | Tony Pastor      |
| James Barton     | Dennis O'Grady   |
| S.Z. Sakall      | Miklos Teretzky  |
| Gene Nelson      | Doug Martin      |
| Sean McClory     | James Moore      |
| Debbie Reynolds  | Maureen O'Grady  |
| Marcia Mae Jones | Katie O'Grady    |
| Jane Darwell     | Mrs. Murphy      |

## Filmmuziek
- The Daughter of Rosie O'Grady - Gezongen door Gordon MacRae.
- As We Are Today - Gezongen door Gordon MacRae.
- A Farm Off Old Broadway - Gezongen door Gordon MacRae.
- My Own True Love and I - Gezongen en gedanst door June Haver en James Barton.
- The Rose of Tralee - Gezongen door Gordon MacRae.
- Ma Blushin' Rosie - Gezongen en gedanst door Gene Nelson.
- Winter, Winter - Gezongen en gedanst door June Haver en Gene Nelson.
- Winter Serenade - Gezongen en gedanst door Gordon MacRae en koor.
- As We Are Today - Gezongen en gedanst door Gordon MacRae.